# ІЖ-78-9Т «Кольчуга»
ІЖ-78-9Т «Кольчуга» — нелетальний газовий пістолет з можливістю стрільби патронами з гумовими кулями, спільно розроблений ЗАТ ЦСЗ «Кольчуга» і ФГУП «Іжевський механічний завод» на основі пістолета ПСМ.
Пістолет є хорошою допоміжною зброєю завдяки своїм розмірам.
Володіє усіма недоліками, притаманними травматичній зброї виробництва ІжМеха: низька якість ствола (точно так само можливий розрив ствола), низька якість деталей, що сполучаються, низька якість обробки. Але при цьому якість всіх деталей помітно вище, ніж у ІЖ-79-9Т.
Основним недоліком є мала (6) кількість патронів, проте при виготовленні дюралевого подавача магазина, стає можливим заряджання 7 набоїв. 